# علی‌آباد (خفر)
علی‌آباد، روستایی در دهستان علی‌آباد بخش مرکزی شهرستان خفر در استان فارس ایران است. این روستا، مرکز دهستان علی‌آباد است.

## جمعیت
بر پایه سرشماری عمومی نفوس و مسکن در سال ۱۳۹۵، جمعیت این روستا برابر با ۱٬۴۷۷ نفر (۴۶۷ خانوار) بوده است.